# Lygistorrhina edwardsi
Lygistorrhina edwardsi är en tvåvingeart som beskrevs av Lane 1946. Lygistorrhina edwardsi ingår i släktet Lygistorrhina och familjen Lygistorrhinidae. Inga underarter finns listade i Catalogue of Life.